# 凯瑟琳·谢博夫
凯瑟琳·谢博夫（Katherine Sebov，1999年1月5日—），加拿大女子网球运动员。截至2025年4月，谢博夫在ITF女子世界网球巡回赛有4个单打和1个双打冠军。
谢博夫出生在多伦多，拥有乌克兰血统。 她在多伦多的教练是西蒙·巴特拉姆（Simon Bartram），在洛杉矶的教练是罗伯特·兰斯多普。

## 职业生涯
2013年11月，凯瑟琳·谢博夫在ITF巡回赛多伦多挑战赛（$50k）完成职业生涯首秀，但在单打资格赛第二轮以及双打首轮止步。早在同年7月，她就在温哥华举行的G-4级青少年赛事中赢得了首个青少年单打冠军。2014年7月，谢博夫在温布尔登网球锦标赛青少年比赛中首次晋级大满贯青少年正赛，并在单打首轮出局、双打打进八强。9月，她作为资格选手参加美国网球公开赛青少年单打比赛并打入第三轮，双打则止步首轮。
2015年1月，谢博夫在澳大利亚特拉拉尔根举行的G-1级青少年赛事中获得第二个青少年单打冠军。一周后，她出战澳大利亚网球公开赛青少年比赛，单打打进第二轮，双打进入八强。3月，她通过资格赛晋级ITF圣菲牧场2.5万美元级别正赛，但首轮不敌希希·贝利斯。5月的法国网球公开赛青少年赛中，她单打打进第二轮，双打止步首轮。6月温网青少年比赛中，单打首轮出局，双打则止步第二轮。7月，她在加拿大格兰比网球锦标赛（$50k）资格赛中连胜凯瑟琳·勒杜克（当时世界排名155位）、朱莉娅·格鲁什科及佩特拉·雅努什科娃晋级正赛，但首轮不敌阿芒丁·埃塞（224位）。此外，她在美网青少年单打首轮出局。
2016年在澳网青少年赛中，她单打进入第三轮，双打仍止步首轮。此后，她决定专注职业赛事，不再参加青少年巡回赛。5月，她在安塔利亚连续两站1万美元级赛事中打进四强。10月，她通过资格赛进入加拿大萨格奈网球挑战赛（$50k）正赛，第二轮不敌萨奇娅·维克里。两周后，她在多伦多另一站$50k赛事再次打进正赛，却在第二轮再次遭遇并输给最终冠军希希·贝利斯。
2017年1月，谢博夫在奥兰多2.5万美元级别赛事中从资格赛突围并打入四强。随后两周，她晋级陶氏网球精英赛（$100k）正赛，首轮击败世界第121位贝罗妮卡·塞佩德·罗伊格，随后直落两盘击败索菲娅·朱克。在四分之一决赛中，她爆冷击败世界第97位瓦尔瓦拉·列普琴科，收获职业生涯首场对阵TOP 100球员的胜利，随后负于世界第98位娜奧米·布羅迪。
2月初，谢博夫入选加拿大联合会杯代表队参加美洲区一组比赛，她击败了玻利维亚的玛丽亚·费尔南达·阿尔瓦雷斯·特兰、巴拉圭的蒙特塞拉特·冈萨雷斯，以及智利的芭芭拉·加蒂卡，帮助加拿大晋级世界二组附加赛，总战绩为4胜0负。
2月底，她在圣菲牧场2.5万美元级别赛事中打入四强，负于头号种子凯拉·戴。7月，她在格兰比网球锦标赛首次闯入职业赛事决赛，决赛不敌克里斯蒂安娜·费兰多。
2018年3月，在日本丰田市举行的一站2.5万美元赛事中，她打入第二个职业单打决赛，最终三盘不敌德亚娜·拉达诺维奇。
2021年，谢博夫通过资格赛首次参加芝加哥女子网球公开赛正赛，但首轮不敌玛尔塔·科斯秋克。她在2022年加拿大网球公开赛上持外卡出战，首次亮相WTA1000赛事。
2023年，谢博夫通过资格赛晋级澳大利亚网球公开赛女单正赛，完成大满贯正赛首秀。当年她排名第172位，也在迈阿密网球公开赛通过资格赛晋级，击败琳达·弗鲁维尔托娃，获得她职业生涯首场WTA1000赛事胜利及首场TOP 50胜利，随后不敌3号种子杰茜卡·佩古拉。
2025年，她通过资格赛晋级查尔斯顿网球公开赛正赛，但首轮以两个0-6不敌凯蒂·沃利内茨，遭遇“双蛋”。

## ITF巡回赛决赛

### 单打：12次（5个冠军，7个亚军）
| 图例                  |
| --------------------- |
| 100,000美元赛事 (0–1) |
| 60,000美元赛事 (2–2)  |
| 25,000美元赛事 (3–4)  |

| 按场地分类的决赛 |
| ---------------- |
| 硬地 (4–7)       |

| 结果 | 胜–负 | 日期       | 赛事                             | 级别     | 场地类型 | 对手                | 比分                |
| ---- | ----- | ---------- | -------------------------------- | -------- | -------- | ------------------- | ------------------- |
| 负   | 0–1   | 2017年7月  | 格兰比网球锦标赛，加拿大         | 60,000   | 硬地     | 克里斯蒂安娜·费兰多 | 2–6, 3–6            |
| 负   | 0–2   | 2018年3月  | ITF丰田市，日本                  | 25,000   | 硬地     | 德亚娜·拉达诺维奇   | 4–6, 6–3, 4–6       |
| 胜   | 1–2   | 2018年10月 | 萨格内网球挑战赛，加拿大         | 60,000   | 室内硬地 | 奎琳·莱莫因         | 7–6(10), 7–6(4)     |
| 负   | 1–3   | 2019年6月  | ITF菲盖拉达福什，葡萄牙          | 25,000+H | 硬地     | 伊佩克·索伊鲁       | 7–6(2), 6–7(5), 3–6 |
| 负   | 1–4   | 2019年7月  | ITF萨斯卡通，加拿大              | 25,000   | 硬地     | 麦迪逊·英格利斯     | 4–6, 6–2, 4–6       |
| 负   | 1-5   | 2022年1月  | ITF莫纳斯提尔，突尼斯            | 25,000   | 硬地     | 韩娜莱              | 3–6, 2–6            |
| 负   | 1–6   | 2022年10月 | 萨格内网球挑战赛，加拿大         | 60,000   | 室内硬地 | 卡尔曼·坦迪         | 6–3, 4–6, 3–6       |
| 胜   | 2–6   | 2022年12月 | ITF陶朗加，新西兰                | 25,000   | 硬地     | 米哈埃拉·拜尔洛娃   | 6–0, 6–4            |
| 胜   | 3–6   | 2023年3月  | ITF多伦多，加拿大                | 25,000   | 室内硬地 | 坂詰姫野            | 6–4, 7–6(4)         |
| 负   | 3–7   | 2023年7月  | 格兰比网球锦标赛，加拿大         | 100,000  | 硬地     | 凯拉·戴             | 4–6, 6–2, 5–7       |
| 胜   | 4–7   | 2023年10月 | 萨格内网球挑战赛，加拿大         | 60,000   | 室内硬地 | 施托拉尔·范妮       | 6–4, 6–4            |
| 胜   | 5–7   | 2025年1月  | 那不勒斯女子世界网球巡回赛，美国 | W35      | 硬地     | 杰西卡·皮埃里       | 6–2, 6–0            |

### 双打：1次（1个冠军）
| 图例                 |
| -------------------- |
| 25,000美元赛事 (1–0) |

| 按场地分类的决赛 |
| ---------------- |
| 地毯 (1–0)       |

| 结果 | 胜–负 | 日期       | 赛事                               | 级别   | 搭档     | 场地类型        | 对手                              | 比分     |
| ---- | ----- | ---------- | ---------------------------------- | ------ | -------- | --------------- | --------------------------------- | -------- |
| 胜   | 1–0   | 2021年12月 | ITF亚布洛内茨纳德尼索， 捷克共和国 | 25,000 | 室内地毯 | 玛雅·赫瓦林斯卡 | 露西·哈夫利奇科娃 琳达·克里莫维奇 | 7–5, 6–4 |